# Мезивецкий, Яков Павлович
Яков Павлович Мезивецкий (15 декабря 1914, Москва — ?) — советский инженер-конструктор, лауреат Ленинской премии.

## Биография
Окончил Московский станкоинструментальный институт (1936).
До выхода на пенсию (в 1980-х гг.) работал на станкостроительном заводе им. Орджоникидзе: конструктор, ведущий конструктор, руководитель группы полуавтоматов, начальник КБ, зам. главного конструктора.
Ленинская премия 1959 года — за создание, освоение серийного производства и внедрение в промышленность гаммы высокопроизводительных гидравлических токарно-копировальных полуавтоматов.

### Патенты
- Токарный многоцелевой станок; патент 1827326
- Револьверная головка токарного обрабатывающего центра; патент 1110552
- Металлорежущий станок с устройством для автоматической смены инструмента; патент 776854
- Устройство для автоматической смены инструментов; патент 872184
- Способ наладки металлорежущего станка для двусторонней обработки; патент 1085672
- Роботизированный технологический комплекс; патент 1685684
- Захватное устройство; патент 1234181[2].